# Begdili

Das Zeichen der Begdili

Die Begdili oder Begtili (türkisch Beğdili) waren ein bedeutender oghusischer Stamm. Andere Schreibweisen sind Bigdeli, Bagdilu, Bagdeli, Bägdili, Baydili, Baydilli, Bedil, Begdeli, Beğdili, Beğdilü, Beğdilli, Beğdillü, Beydili, Beydilli, Badılı, Badıllı und Badilli.
Mahmud al-Kāschgharī erwähnte sie unter dem Namen Begtili als einen der 24 oghusischen Stämme. Als Totemtier hatten sie einen goldenen Adler. Die Etymologie ihres Stammesnamens bedeutet im Alttürkischen der, dessen Aussage respektiert wird.
Die Begdili sind mit den Seldschuken im 11. Jahrhundert aus Zentralasien nach Anatolien und in den Nahen Osten gekommen. Andere Gruppen der Begdili sind wohl im 13. Jahrhundert vor den Mongolen nach Anatolien und Syrien geflohen. In Syrien des 14./15. Jahrhunderts gab es bei Aleppo eine große Gemeinde von Begdilis. Sie wurden von der Familie der Taskhun Oghullari angeführt und spielten in den nächsten Jahrhunderten eine große Rolle in Nordsyrien. In Gülnar in der heutigen Provinz Mersin lebten zur gleichen Zeit ebenfalls eine große Anzahl der Begdili. Die syrischen Begdili hatten weitere Clans in der Region Diyarbakır. Im 14. Jahrhundert wanderte ein Teil der Begdili mit dem Stamm der Schāmlū nach Persien bzw. Iran, wo sie bei der Gründung des safawidischen Reiches halfen. Einige Führer der Kizilbasch und der safawidischen Verwaltung waren Begdili.
Im 17. Jahrhundert hielten die Begdili die besten Weideplätzen zwischen Diyarbakır und Aleppo. Im Jahr 1630 führte der osmanische Gouverneur Hüşrev Pascha eine Strafexpedition gegen die Begdili, weil diese die Steuerzahlung verweigert hatten und ihr Vieh die Felder der Bauern beschädigt hatte. 
Die Größe des Stammes wurde Ende des 17. Jahrhunderts auf 12.000 Zelte geschätzt. 1690 nahmen die Begdili am osmanischen Kriegszug gegen Österreich teil. Später versuchte die osmanische Regierung die nomadisierenden Begdili in der Region ar-Raqqa anzusiedeln. 

## Quelle
- Faruk Sümer: Begdili. In: The Encyclopaedia of Islam. New Edition.
- Artikel Bīgdelī, aus der Encyclopædia Iranica